# Catedral Metropolitana de Liverpool

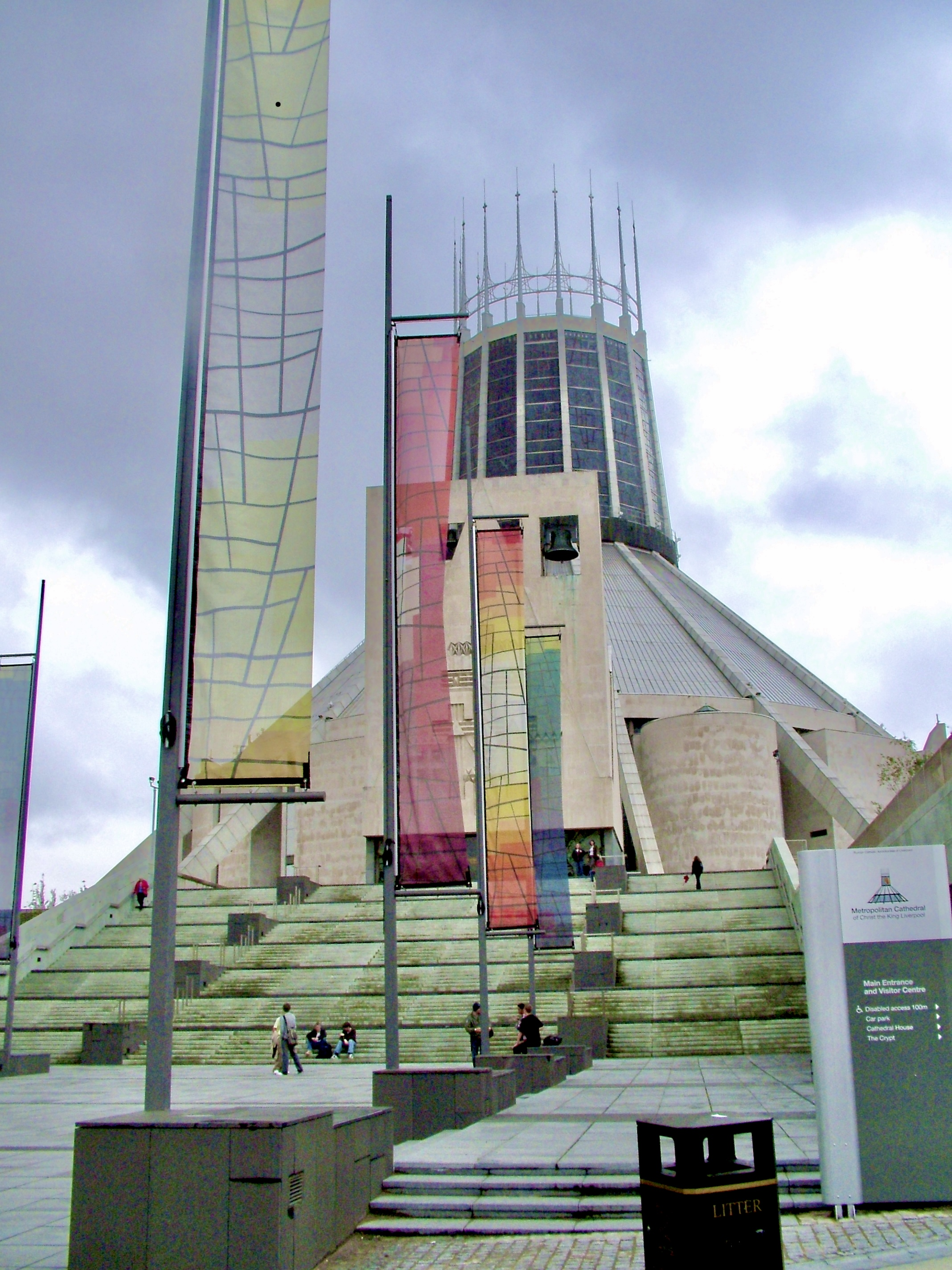
Escadaria da catedral

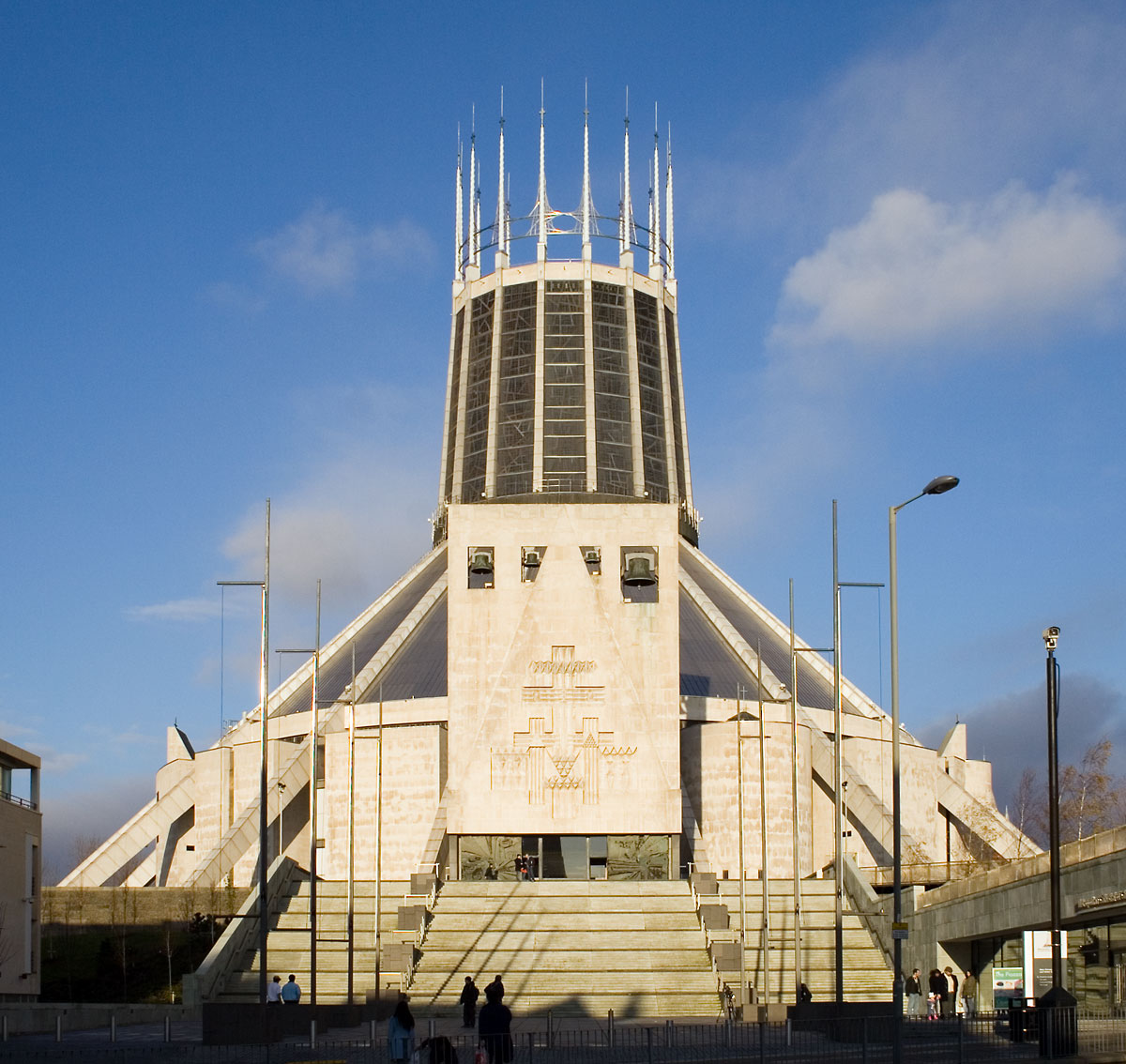
Entrada principal, localizada na elevação sul da catedral

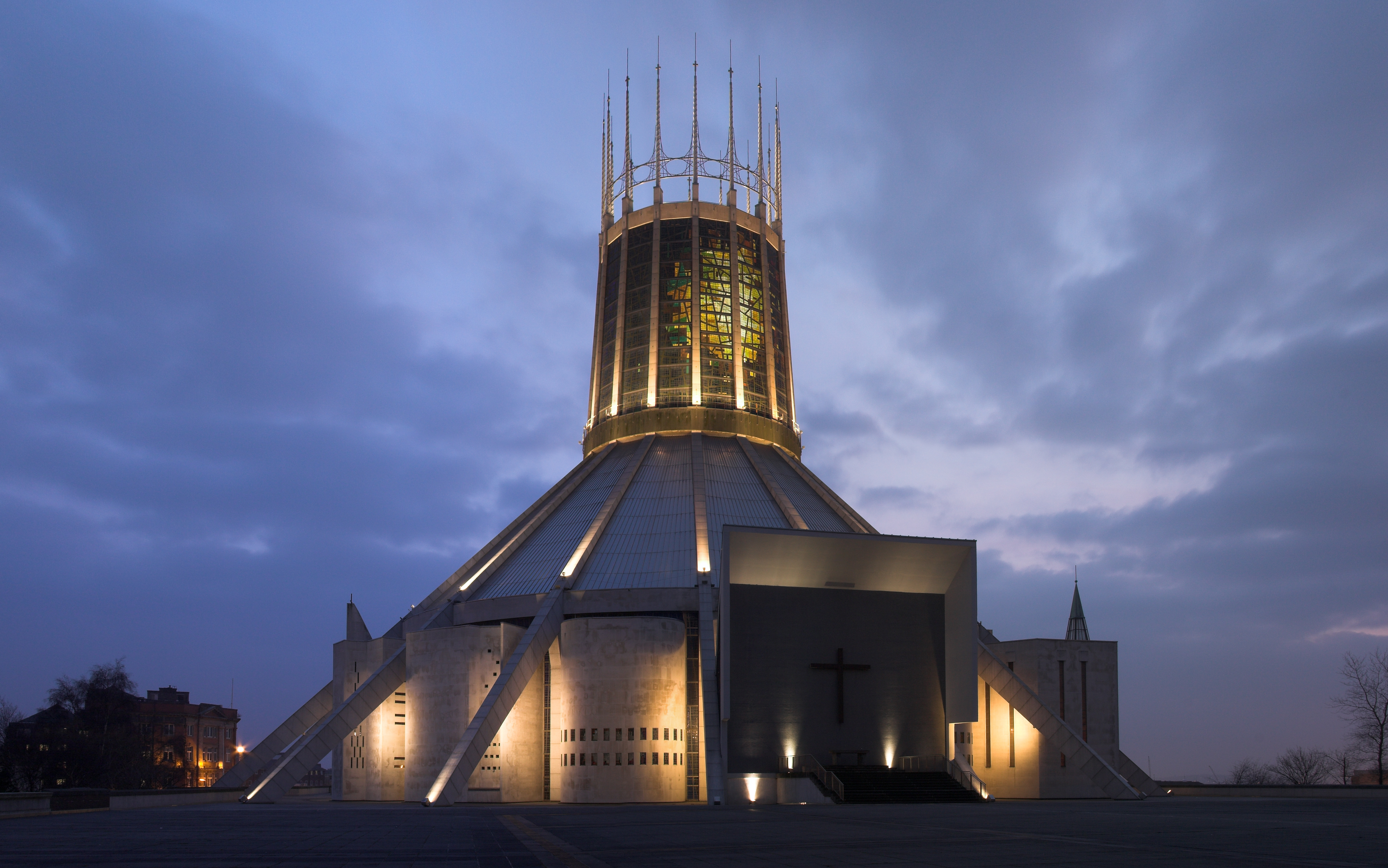
Os fundos da catedral ao anoitecer

A Catedral Metropolitana do Cristo-Rei de Liverpool (em inglês:  Liverpool Metropolitan Cathedral of Christ the King), normalmente chamada de Catedral Metropolitana de Liverpool (Liverpool Metropolitan Cathedral) é uma catedral católica em Liverpool, no norte da Inglaterra, Reino Unido. Após sua construção, na década de 1960, substituiu a Pró-Catedral de São Nicolau, Copperas Hill. A catedral, igreja-mãe dos católicos daquela cidade, é a sede da Arquidiocese de Liverpool, e é a igreja metropolitana da Northern Province ("província do norte").
Não deve ser confundida com a Catedral de Liverpool, a catedral anglicana da cidade.

## Obras de arte
No altar, os candelabros são de R. Y. Goodden e o crucifixo de bronze é de Elisabeth Frink.